# Jet (casa discografica)

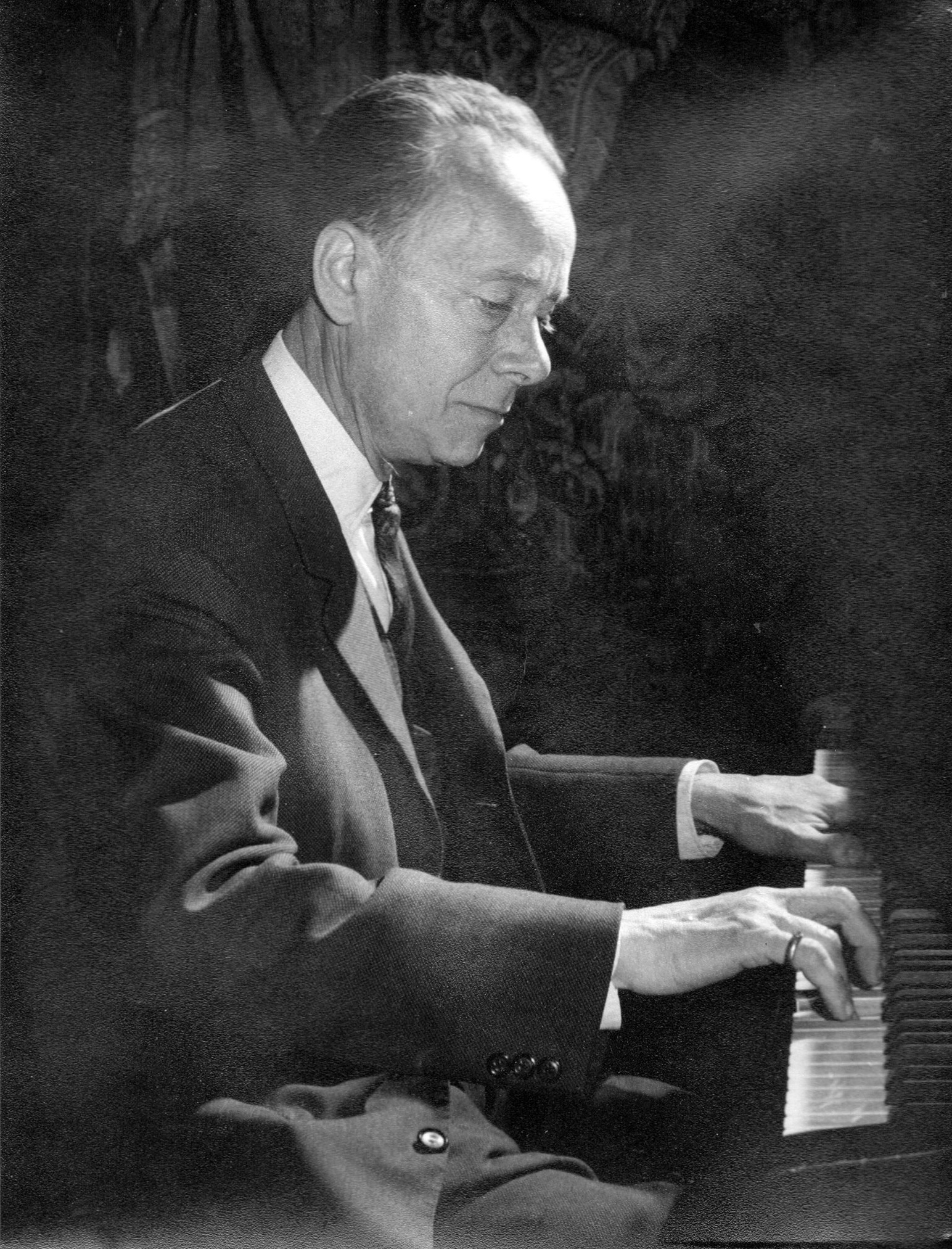
Alfredo Rossi (foto del 1988)

La Jet è stata una casa discografica italiana attiva tra il 1969 e il 1974, appartenente al gruppo Ariston Edizioni Discografiche e Musicali s.r.l.

## Storia

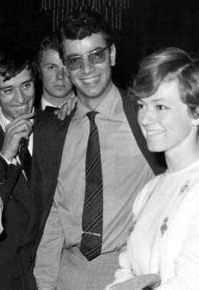
Uno degli artisti pubblicati dalla Jet, Carmelo Pagano

La Jet fu fondata nel 1968 da Alfredo Rossi, fratello del noto compositore e discografico Carlo Alberto Rossi, nonché fondatore delle Edizioni musicali Ariston, della Ariston Records, della First e della Victory.
La sede dell'etichetta coincideva con quella della casa madre.
Tra gli artisti pubblicati dalla Jet ricordiamo Carmelo Pagano, Paolo Mengoli, Bruna Lelli ed il gruppo di rock progressivo New Impression; a Mengoli si devono le partecipazioni della Jet a manifestazioni musicali nazionali come Un disco per l'estate 1969 con Perché l'hai fatto, il Cantagiro 1969 con lo stesso brano, il Festival di Sanremo 1970 con Ahi! Che male che mi fai, il Cantagiro 1970 con Mi piaci da morire, il Festival di Sanremo 1971 con I ragazzi come noi, Un disco per l'estate 1971 con Ora ridi con me e Un disco per l'estate 1972 con Cento lacrime giù.
L'etichetta chiuse i battenti verso la metà degli anni '70.

## Dischi
La datazione qui riportata si basa sull'etichetta del disco o sulla copertina; qualora nessuno di questi elementi abbia una datazione, è basata sulla numerazione del catalogo; talora è, infine, basata sul codice della matrice di stampa. Se esistenti, sono riportati, oltre all'anno, il mese e il giorno (quest'ultimo dato si trova, a volte, stampato sul vinile).

### 33 giri
| Numero di catalogo | Anno          | Interprete    | Titoli        |
| ------------------ | ------------- | ------------- | ------------- |
| JT 40050           | Dicembre 1970 | Paolo Mengoli | Paolo Mengoli |

### 45 giri
| Numero di catalogo | Anno | Interprete     | Titoli                                          |
| ------------------ | ---- | -------------- | ----------------------------------------------- |
| JT 4013            | 1969 | Paolo Mengoli  | Perché l'hai fatto/La vela                      |
| JT 4015            | 1969 | Paolo Mengoli  | Carità/Batticuore                               |
| JT 4018            | 1970 | Paolo Mengoli  | Ahi! Che male che mi fai/Io senza te            |
| JT 4020            | 1970 | Paolo Mengoli  | Mi piaci da morire/Non voglio restare solo      |
| JT 4021            | 1970 | Bruna Lelli    | Capita/Ciao devo andare                         |
| JT 4024            | 1970 | Carmelo Pagano | Magia/Un amore per i miei sogni                 |
| JT 4026            | 1970 | Paolo Mengoli  | Non voglio restare solo/Mi piaci da morire      |
| JT 4029            | 1970 | New Impression | Ride My See-saw/Son fatto così                  |
| JT 4031            | 1970 | Laurent        | Les Elephants/A Coeur                           |
| JT 4036            | 1970 | Antony         | Bright City Lights/God Love & Rock & Roll       |
| JT 4037            | 1970 | Paolo Mengoli  | Un angelo per me/Cosa c'è di speciale in te     |
| JT 4050            | 1971 | Paolo Mengoli  | I ragazzi come noi/Cosa c'è di speciale in te   |
| JT 4051            | 1971 | Bruna Lelli    | Maglioncino marron/Il giorno più importante     |
| JT 4052            | 1971 | Paolo Mengoli  | Ora ridi con me/Oh Luisa                        |
| JT 4053            | 1971 | Art Warner     | Love Story/Desert Shore                         |
| JT 4055            | 1971 | Chiara Zago    | Così/Ma domani è festa                          |
| JT 4056            | 1971 | Dov Sabato     | Where You Lead/Leavin', Leavin                  |
| JT 4057            | 1971 | Bruna Lelli    | Poco pochino/La casa del re                     |
| JT 4058            | 1972 | Paolo Mengoli  | Cento lacrime giù/Muore il giorno ma l'amore no |